# In vivo
La locuzione latina in vivo, tradotta letteralmente, significa nel vivente.
La locuzione è usata per indicare fenomeni biologici riprodotti in un organismo vivente e non in provetta.
Al contrario, se il fenomeno biologico si riproduce in provetta, si dice "in vitro", mentre se si riproduce in una simulazione matematica al computer si dice "in silico". In poche parole, il termine in vivo viene usato per cellule "vive", facenti parte di un organismo vivente; mentre il termine "in vitro" viene utilizzato per cellule di una coltura in laboratorio.
Nella ricerca scientifica, l'osservazione di fenomeni in vivo è spesso ritenuta più attinente alla realtà fattuale rispetto alle riproduzioni in vitro, sebbene queste ultime siano altrettanto utili perché permettono di analizzare un fenomeno singolo, isolandolo dal contesto che potrebbe creare un rumore di fondo troppo elevato per poter distinguere il fenomeno in maniera chiara.